# Roy Ward Baker
Roy Ward Baker (19. december 1916 i London – 5. oktober 2010) var en britisk filminstruktør. Han instruerede blandt andet en række horrorfilm; hans mest kendte film er måske dramaet Titanics sidste timer fra 1958. Desuden var han instruktør på en række tv-produktioner, blandt andet Helgenen og De uheldige helte.